# Laura Palmers sidste dage
Laura Palmers sidste dage (originaltitel Twin Peaks: Fire Walk with Me) er en amerikansk film fra 1992 instrueret af David Lynch og skrevet af Robert Engels og David Lynch.
Filmen kan ses både som en prolog og en epilog til tv-serien Twin Peaks (1990-1991). Den omhandler efterforskningen af den myrdede pige Teresa Banks (spillet af Pamela Gidley) og de sidste syv dage i Laura Palmers (spillet af Sheryl Lee) liv, en populær gymnasieelev i den fiktive by Twin Peaks.
De fleste af figurerne fra tv-serien er vendt tilbage, og med undtagelse af Donna Hayward, bliver de alle spillet af den samme skuespiller. Kyle MacLachlan, der spiller rollen som Special Agent Dale Cooper, var bange for at blive sat fast i hans rolle, så derfor er hans optræden i filmen, mindre end det ellers var planlagt. 
Filmen blev en fiasko i USA og Europa, mens den blev en stor kommerciel succes i Japan.